# VII созыв Вологодской городской думы (2019—2024)
VII созыв депутатов Вологодской городской Думы избран на очередных выборах 8 сентября 2019 года. Выборы впервые сопровождались выявлением "карусели" при досрочном голосовании в одном из округов.

## Выборы
14 июня 2019 года Вологодская городская дума на своей внеочередной сессии назначила выборы нового созыва на Единый день голосования 8 сентября 2019 года. 8 июля завершилось выдвижение кандидатов. Больше всего кандидатов выдвинули «Единая Россия» и ЛДПР, охватив все 30 округов. Всего было выдвинуто 157 кандидатов, в том числе представители от девяти партий и 23 самовыдвиженца. 17 человек из 32, собиравших подписи, не смогли пройти регистрацию, из них 9 самовыдвиженцев.
По итогам голосования 27 мандатов досталось «Единой России», три — ЛДПР. Другие партии представительства в городском парламенте не получили. В новый созыв переизбралось 17 действующих депутатов. «Умное голосование» Алексея Навального сумело угадать только двоих победителей, в 13 случаях его фавориты заняли вторые места, в восьми случаях третьи, в пяти случаях – четвёртые и в двух случаях седьмые места.

## Скандалы
28 августа на выборах в Вологодскую городскую думу, напомним, началось досрочное голосование. 29 августа стало известно о подвозе избирателей на участковые избирательные комиссии №293 и 294, которым один из кандидатов обещал деньги за голосование в его пользу. Этот факт выявили наблюдатели, вызвав полицию. 1 сентября, за неделю до выборов, Территориальная избирательная комиссия Вологды освободила от должностей председателей УИКов № 291, 293 и 294. В марте 2020 года в результате следствия уголовное дело было передано в суд, однако судья вернул его на доследование.
По сообщениям сайта движения «Голос», в январе текущего года в областном центре оштрафовали председателя УИК №255 за незаконную выдачу бюллетеней.

## Работа созыва
Первая установочная сессия городской Думы VII созыва состоялась 20 сентября 2019 года. Глава города Юрий Сапожников сложил полномочия и был избран на новый пятилетний срок. ЛДПР не смогла выдвинуть альтернативного кандидата, поскольку для этого необходима инициатива не менее пяти депутатов, а партия имеет только троих.
В начале работы VII созыва пришлось отойти от фракционной системы. Согласно федеральному законодательству, фракцию можно создавать только тогда, когда депутаты избраны по партийным спискам, а не по одномандатным округам. В 2019 году прокуратура обратила на этот факт в связи с Череповецкой городской Думой. В Вологодскую городскую Думу соответствующего уведомления от органов прокуратуры не поступало. В результате в январе-феврале 2020 года было создано два депутатских объединения - «Единой России» (27 депутатов) и ЛДПР (3 депутата).

## Список депутатов
- Округ № 1 — Сапожников, Юрий Владимирович — Председатель Думы, возглавляет Думу как Глава города Вологды.
- Округ № 2 — Баландин, Евгений Александрович
- Округ № 3 — Новожилов, Владимир Валентинович
- Округ № 4 — Амелин, Евгений Иванович
- Округ № 5 — Маркевич, Юрий Николаевич
- Округ № 6 — Разина, Светлана Юрьевна
- Округ № 7 — Шепринский, Павел Евгеньевич
- Округ № 8 — Лобачёва, Наталья Вячеславовна
- Округ № 9 — Осокин, Максим Игоревич
- Округ № 10 — Анчукова, Наталия Владимировна
- Округ № 11 — Коновалов, Алексей Владимирович
- Округ № 12 — Климова, Алла Николаевна
- Округ № 13 — Выдров, Максим Андреевич
- Округ № 14 — Манык, Михаил Сергеевич
- Округ № 15 — Наумов, Дмитрий Вячеславович
- Округ № 16 — Тихомиров, Михаил Станиславович
- Округ № 17 — Корытин, Владимир Николаевич — заместитель председателя Думы (на непостоянной основе), председатель комитета по бюджету и налогам
- Округ № 18 — Шепель, Константин Владимирович — председатель комитета по экономической политике и муниципальной собственности (на непостоянной основе)
- Округ № 19 — Абрамов, Евгений Владимирович
- Округ № 20 — Никулин, Сергей Геннадьевич — заместитель председателя Думы (на постоянной основе), председатель комитета по местному значению и законности
- Округ № 21 — Мочалова, Надежда Васильевна — председатель комитета по социальной политике (на непостоянной основе)
- Округ № 22 — Козырев, Михаил Елканович
- Округ № 23 — Дорочинская, Светлана Владимировна
- Округ № 24 — Петров, Максим Леонидович
- Округ № 25 — Земчихина, Елена Анатольевна
- Округ № 26 — Чуранов, Сергей Авенирович — председатель комитета по городской инфраструктуре (на непостоянной основе).
- Округ № 27 — Малованина, Наталья Леонидовна
- Округ № 28 — Подольный, Борис Юльевич
- Округ № 29 — Шамгин, Иван Валерьевич
- Округ № 30 — Громов, Михаил Сергеевич